# Окуловская (Вельский район)
Окуловская — деревня в Вельском районе Архангельской области. Относится к  Пакшеньгскому сельскому поселению.

## География
Расположена деревня на левом берегу реки Пакшеньга в 30 км к северу от райцентра Вельск, и в 2,5 километрах от административного центра Пакшеньгского сельского поселения, деревни Ефремковская. Ближайшие населённые пункты: на востоке — Петрегино.
Часовой пояс
Окуловская, как и вся Архангельская область, находится в часовой зоне МСК (московское время). Смещение применяемого времени относительно UTC составляет +3:00.

## Население
| 2002 | 2010 | 2012 | 2014 |
| ---- | ---- | ---- | ---- |
| 0    | ↗4   | ↘1   | ↗5   |

## История
Указана в «Списке населённых мест по сведениям 1859 года» в составе Вельского уезда(2-го стана) Вологодской губернии под номером «2551» как «Окулковскiй починокъ(Гора)». Насчитывала 17 дворов, 55 жителей мужского пола и 68 женского.
В материалах оценочно-статистического исследования земель Вельского уезда упомянуто, что в 1900 году в административном отношении деревня входила в состав Пакшинского сельского общества Устьвельской волости. На момент переписи в селении Окуловскiй Починокъ(Гора) находилось 17 хозяйств, в которых проживало 43 жителей мужского пола и 47 женского.